# Ağzıbirçala gölü
Ağzıbirçala gölü är en sjö i Azerbajdzjan.   Den ligger i distriktet Şabran Rayonu, i den nordöstra delen av landet, 120 km nordväst om huvudstaden Baku. 